# James Forde
James Joseph Forde (Westminster, 27 giugno 1996) è un attore britannico.

## Biografia e Carriera
James è nato a Westminster, Londra. È conosciuto per aver il ruolo di Liam Butcher, il figlio di Ricky Butcher e Bianca Jackson nella soap opera EastEnders, la sua prima apparizione è stata il 1º aprile 2008 all'età di 11 anni, tuttora interpreta il ruolo. È il sesto attore che interpreta il ruolo sin dall'inizio della serie nel 1985, il suo predecessore è stato l'attore Nathaniel Gleed.
James è anche apparso in diversi spettacoli teatrali, uno dei ruoli più importanti è stato quello dello spaventapasseri nel The Wonderful Wizard of Oz. James è un grande appassionato di musica e i suoi artisti preferiti sono Dizzee Rascal e Eminem.
James ama lo sport, è un appassionato golfista e segue il Chelsea Football Club. Una volta ha fatto una Teleferica (gioco) nello stadio Stamford Bridge per raccogliere fondi per il Cystic Fibrosis Trust, un'associazione Inglese fondata nel 1964 dedicata a tutti gli aspetti della Fibrosi cistica. I suoi occhi sembrano nocciola da lontano, ma in realtà soffre di Eterocromia con un occhio marrone e un occhio verde.
Ha un profilo Twitter.

## Filmografia

### Cinema
- EastEnders: Last Tango in Walford, regia di Jennie Darnell (2010)

### Televisione
- Children in Need – programma TV, episodio 1x34 (2013)
- EastEnders – serial TV, 386 episodi (2008-2015)